# Zugdidi
Zugdidi (grúz betűkkel: ზუგდიდი) város Grúzia nyugati részén, a Fekete-tengertől 30 km-re keletre, a Szamegrelo, közismertebb nevén Mingrélia régióban, a Szamegrelo-Felső-Szvanéti régió közigazgatási központja, s a mingrél népcsoport fővárosa. 1918-ban kapott városi rangot. Lakossága 2014-ben kb. 42 998 fő volt. A város közvetlen közelében húzódik a Szamtredia–Szuhumi vasútvonal, annak Ingiri állomását szárnyvonal köti össze Zugdidi belvárosával. 1986 és 2009 között a városban trolibuszok is közlekedtek. A városban cellulóz-feldolgozó üzem és papírgyár, húsfeldolgozó, konzervüzem, bútorgyár és teafeldolgozó működik.
1993-ban néhány hónapig Zugdidiben működött Zviad Gamszahurdia menekültkormánya. A mingrél lázadók célja ekkoriban egy független Mingrélia létrehozása is volt.
A 2008-as orosz–grúz háború során az orosz csapatok augusztus 11-én megszállták a várost és rövid ideig ellenőrzésük alatt tartották.

## Testvérvárosai
- Columbus, Georgia (USA)

## Híres emberek
- Itt született Bacsana Ahalaia grúz politikus, miniszter (1980-).
- Itt született Nona Gaprindasvili (1941-) egykori női sakkvilágbajnok.

## Külső hivatkozások
- https://web.archive.org/web/20080920105329/http://zugdidi-view.narod.ru/index.html
- http://trolleymotion.ch/index.php?id=115&L=0&n_ID=672%5B%5D